# Sholinganallur
Sholinganallur è una suddivisione dell'India, classificata come town panchayat, di 15.519 abitanti, situata nel distretto di Kanchipuram, nello stato federato del Tamil Nadu. In base al numero di abitanti la città rientra nella classe IV (da 10.000 a 19.999 persone).

## Geografia fisica
La città è situata a 12° 53' 47 N e 80° 14' 01 E.

## Società

### Evoluzione demografica
Al censimento del 2001 la popolazione di Sholinganallur assommava a 15.519 persone, delle quali 8.120 maschi e 7.399 femmine. I bambini di età inferiore o uguale ai sei anni assommavano a 1.905, dei quali 991 maschi e 914 femmine. Infine, coloro che erano in grado di saper almeno leggere e scrivere erano 11.133, dei quali 6.315 maschi e 4.818 femmine.